# Bundeshandelsakademie und Bundeshandelsschule Bad Ischl
Die Bundeshandelsakademie und Bundeshandelsschule Bad Ischl (HAK/HAS Bad Ischl) ist eine Handelsakademie und Handelsschule in Bad Ischl.

## Geschichte
Am 29. Juni 1973 wurde zwischen der Stadtgemeinde Bad Ischl und dem Landesschulrat für Oberösterreich die Errichtung von zwei Handelsschulklassen für das Schuljahr 1973/74 ein Errichtungsvertrag beschlossen. Am 10. September 1973 folgte der Schulbeginn der zwei Handelsschulklassen mit 63 Schülern in der Kalvarienberggasse 7 als Expositur der BHAK/BHAS Vöcklabruck. Mit Beginn des Schuljahres 1974/75 übersiedelte die Schule in den Neubau des Bundesschulzentrums Bad Ischl in der Grazer Straße 27. In diesem Schuljahr begann der erste Jahrgang der Handelsakademie mit 37 Schülern als Expositur der BHAK/BHAS Vöcklabruck. 1977 folgte die Verselbstständigung. Im Jahr 2008 zog die Schule in das generalsanierte und erweiterte Bundesschulzentrum ein.

### Direktoren
Direktoren waren:
- 1973: Ernst Theusinger – Gründungsdirektor der Expositur in Bad Ischl der BHAK/BHAS, Direktor der BHAK/BHAS Vöcklabruck
- 1974–1976: Friedrich Hueber
- 1977–1999: Johann Scheutz
- 1999–2011: Franz Schallmeiner
- 2011–2012: prov. Leiter Ferdinand Daxner
- ab 09/2012: Susanne Mayr

## Architektur und Gebäude
Die Schule verfügt über eine Bibliothek, einen Turnsaal sowie einen Sportplatz.

## Pädagogische Arbeit, Ausstattung und Angebote
Die HAK/HAS Bad Ischl hat 3 Klassen und 57 Schüler in der Handelsschule sowie 11 Klassen und 252 Schüler in der Handelsakademie (Stand: 2014/15).
Im Jahr 2014 wurde die Schule mit dem Sonderpreis zum Österreichischen Schulpreis ausgezeichnet.